# 海鸥手表
天津海鸥是位于中国天津的一个手表公司。
1955年建立时为天津钟表厂，是中华人民共和国第一家自动手表厂，仅仅有四位錶匠在一个十平方米的工厂手工生产。1992年改制成为国有企业天津海鸥表业集团有限公司，放弃机械手表转而生产石英手表。五年后反转决定，自1997年起只生产机械手表和机芯。2012年，海鸥集团机械手表机芯年生产能力达到600万只，成品表年生产能力达到20万只，是世界上生产量最大的制表工厂。2019年，复星集团的豫园股份，通过旗下汉辰表业集团参与“海鸥”、“上海”两大国民腕表品牌的收购。

## 图鉴

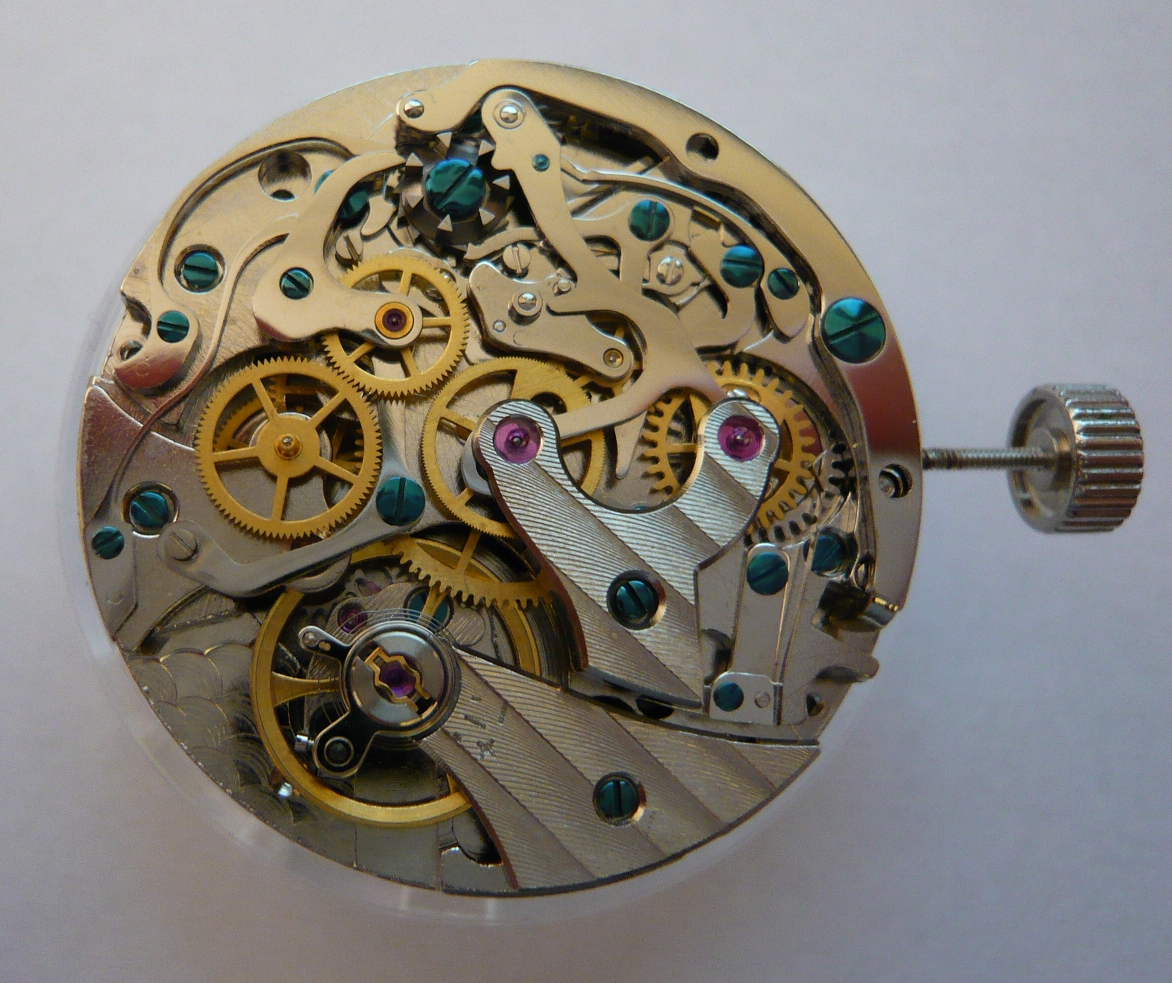
海鸥厂生产的ST19计时机芯
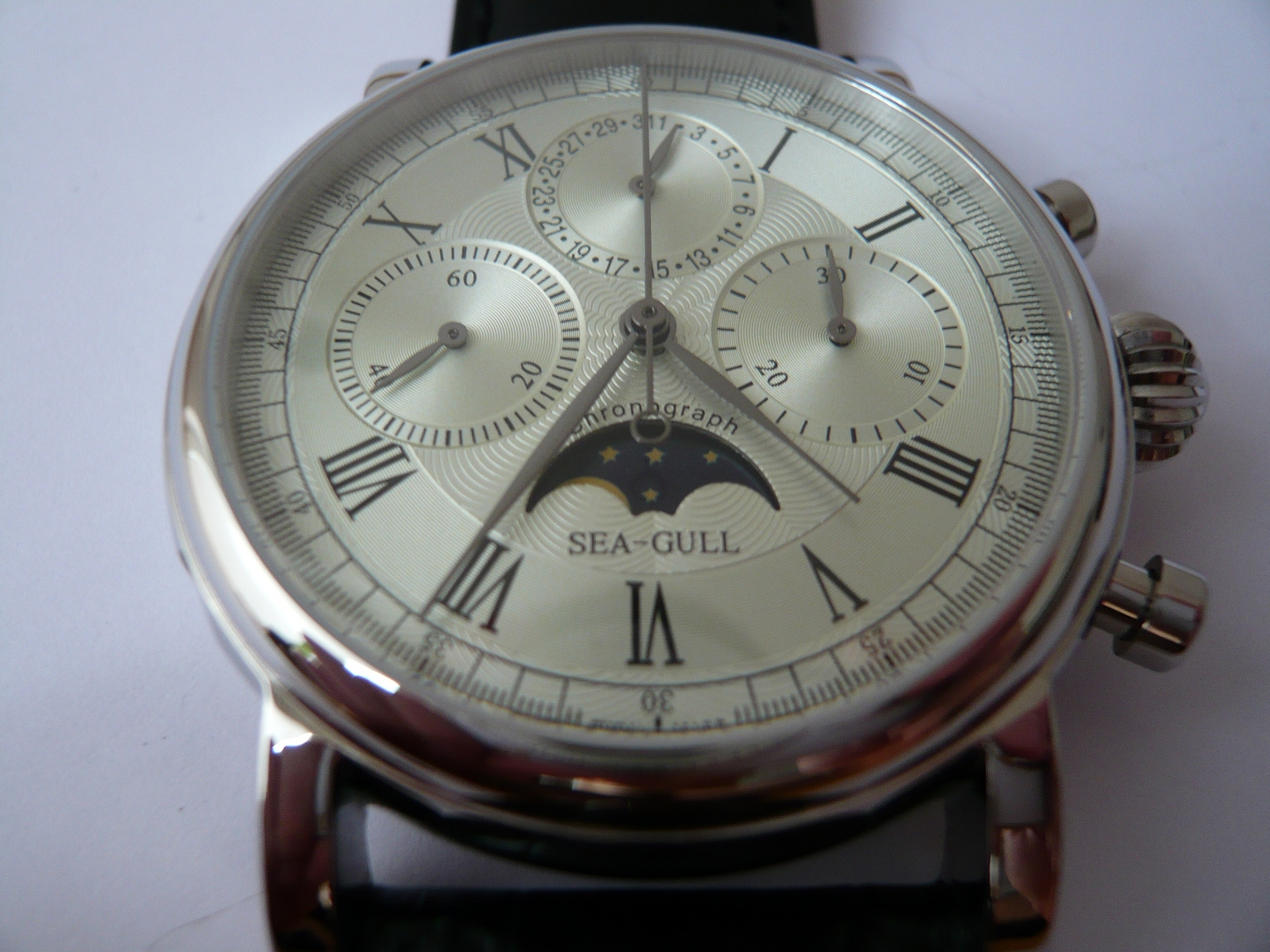
海鸥 M199S 手表
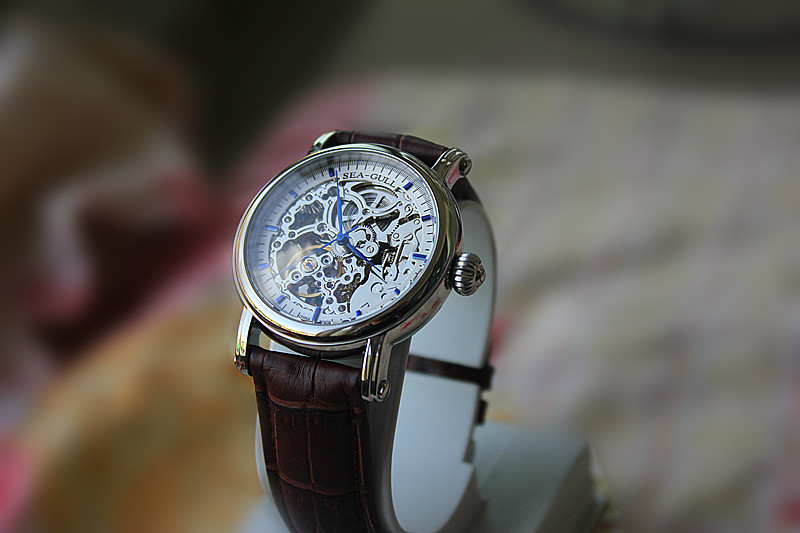
海鸥 M182SK 手表